# Promitheas Patrasso B.C.
Il Promitheas Patrasso Basketball Club (in greco Προμηθέας Πατρών) è una società di pallacanestro maschile di Patrasso, in Grecia.

## Roster 2021-2022
Aggiornato al 18 agosto 2021.
|    | Naz.                   | Ruolo | Sportivo            | Anno | Alt. | Peso | Note |
| -- | ---------------------- | ----- | ------------------- | ---- | ---- | ---- | ---- |
| 0  | Stati Uniti (bandiera) | G     | Kendrick Ray        | 1994 | 188  | 82   |      |
| 1  | Belgio (bandiera)      | G     | Loïc Schwartz       | 1992 | 196  | 80   |      |
| 2  | Stati Uniti (bandiera) | C     | Jerai Grant         | 1989 | 206  | 106  |      |
| 3  | Stati Uniti (bandiera) | P     | Abdul Gaddy         | 1992 | 191  | 88   |      |
| 4  | Stati Uniti (bandiera) | C     | Dario Hunt          | 1989 | 206  | 104  |      |
| 7  | Grecia (bandiera)      | AC    | Dīmītrīs Agravanīs  | 1994 | 208  | 116  |      |
| 8  | Grecia (bandiera)      | P     | Nikos Gkikas        | 1990 | 185  | 81   |      |
| 9  | Grecia (bandiera)      | GA    | Nikos Rogkavopoulos | 2001 | 203  | 91   |      |
| 14 | Grecia (bandiera)      | G     | Nikos Vasileiou     | 2005 | 195  |      |      |
| 19 | Grecia (bandiera)      | G     | Leōnidas Kolios     | 2003 | 196  | 97   |      |
| 31 | Grecia (bandiera)      | AP    | Charīs Giannopoulos | 1989 | 200  | 95   |      |
| 77 | Grecia (bandiera)      | P     | Athanasios Bazinas  | 2003 | 194  |      |      |
| 80 | Grecia (bandiera)      | C     | Geōrgios Tanoulīs   | 2002 | 210  |      |      |
|    | Stati Uniti (bandiera) | A     | Isaiah Miles        | 1994 | 201  | 103  |      |

### Staff tecnico
| Allenatore: | Luis Casimiro                  |
| Assistenti: | Kōstas Ntouvas, Petar Petrović |

## Palmarès
- Supercoppa greca: 1

2020

## Cestisti
- Jordan Dickerson 2016-2017